# Shinigami (Soul Eater)
Shinigami (死神様?, Shinigami-sama) è un personaggio del manga e anime Soul Eater, il sommo dio della morte (per l'appunto shinigami), nonché Preside della Shibusen.

## Aspetto e personalità
Per essere uno Shinigami, ha una voce stridula e un aspetto piuttosto eccentrico. Egli è molto alto, e indossa una logora tunica nera, che sembra formare il suo corpo, coprendo il suo viso con una maschera stilizzata da teschio. Poiché suo figlio Death the Kid ha un aspetto umano, è ignoto che aspetto avrebbe Shinigami senza la maschera. Nella maggior parte dei casi, Shinigami mostra una personalità allegra e ottimista, mostrando in tutte le situazioni un grande senso dell'umorismo.
In passato, quando veniva conosciuto come Death (デス?, Desu), il suo aspetto era completamente diverso: indossava una spaventosa maschera simile ad un teschio umano e aveva degli artigli neri e una voce profonda e minacciosa.
La sua anima, grande come l'intera Death City, è gialla e rappresenta la sua maschera.

## Storia

### Antefatto

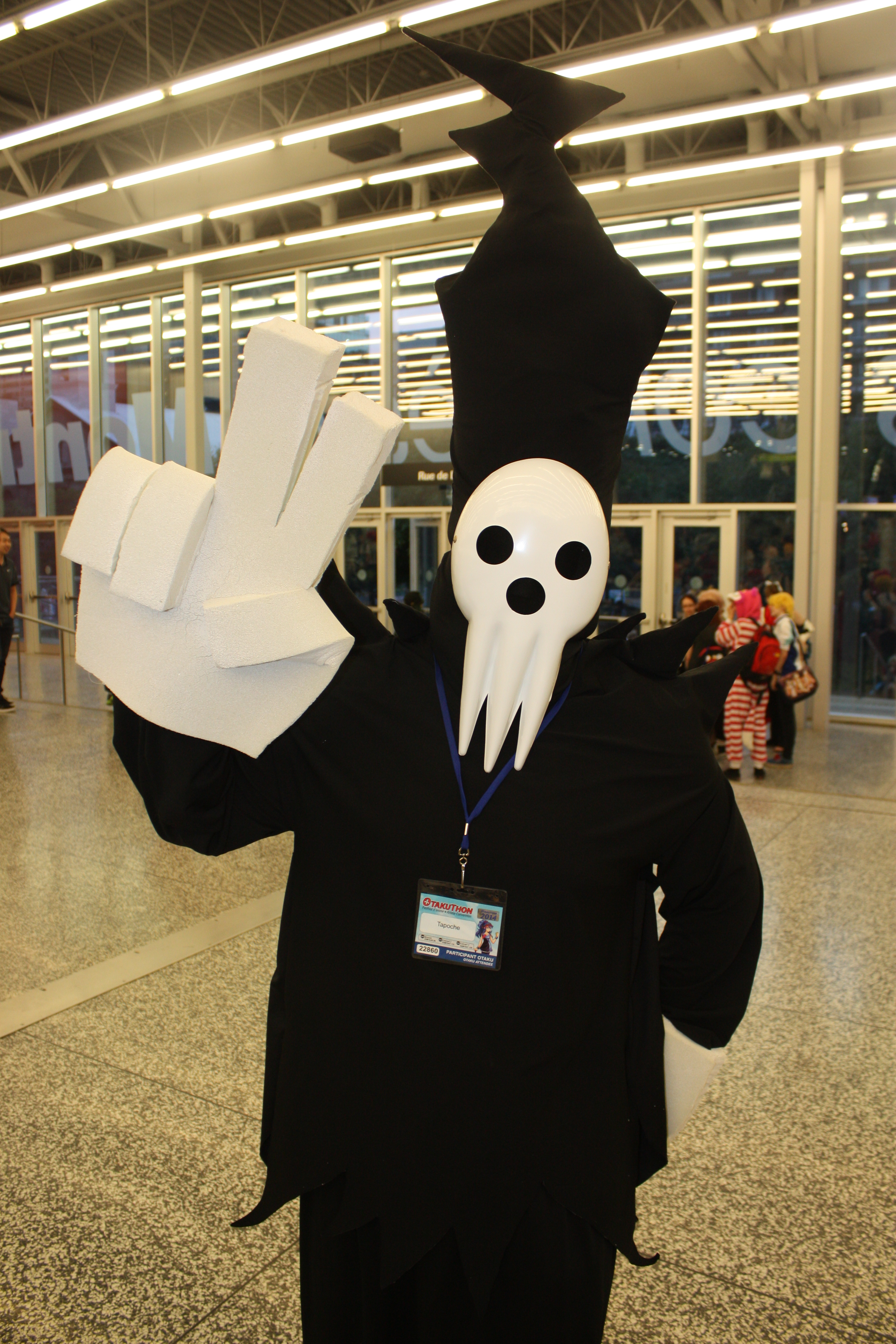
Cosplayer di Shinigami nel 2014

Ottocento anni prima dell'inizio della serie, Shinigami era conosciuto per seminare il Terrore. A quei tempi, Shinigami si dimostrò artefice di numerose imprese; conosciuta è quella sull'Isola Perduta, luogo che le streghe utilizzavano per costruire artefatti demoniaci, tra cui il BREW. Una volta avvistato dalla strega Aracne, ella progettò di far saltare in aria l'intera isola per ucciderlo. In qualche modo, Shinigami sopravvisse e comincio a darle la caccia.
Inoltre, Shinigami faceva parte di un gruppo di otto individui, sia Meisters che Buki, dalle capacità eccezionali, noti come gli Otto grandi guerrieri (旧支配者?, Guratto Orrudo Wan), di cui Shinigami era il leader. Tra i suoi membri figuravano Eibon, il creatore degli artefatti demoniaci, Excalibur, la massa nera che appare solo nel manga e Ashura, quello che in seguito sarebbe diventato il primo Kishin. Il cambiamento di Ashura costrinse Shinigami a combatterlo, e, dopo che lo ebbe sconfitto, gli strappò la pelle e lo sigillò in essa. 
In seguito, per prevenire la nascita di un nuovo Kishin, egli "legò" la sua anima a Death City e costruì quella che oggi è nota come Shibusen.

### Inizio
Alla sua prima apparizione, Shinigami tiene d'occhio due dei suoi allievi, Maka Albarn e Black Star. Assieme alle loro armi, Soul Eater Evans e Tsubaki Nakatsukasa, assegna loro un corso di recupero, poiché non hanno ancora raccolto un uovo di Kishin. I quattro studenti devono sconfiggere il professor Sid, intenzionato a rendere gli studenti degli zombie come lui, e Franken Stein, colui che ha ridotto a zombie Sid. I quattro sconfiggono Sid ma sono in seria difficoltà con Stein, che rivela loro che era tutta una messinscena, organizzata proprio da Shinigami, per testare le loro capacità.
A questi si aggiunge anche suo figlio, Death the Kid.
In seguito, Shinigami assiste i ragazzi nelle varie missioni extra-scolastiche; sarà lui ad inviare Stein a Firenze, per aiutare Maka e Soul nello scontro con il Maestro d'Armi Crona, e sarà lui a spingere Tsubaki a confrontarsi con il fratello, Masamune Nakatsukasa, in procinto di diventare un Kishin. 
Tuttavia, suo figlio Death the Kid, dopo la missione sulla nave Nidhogg e il conseguente scontro con Crona, comincia a nutrire forti sospetti su di lui.

### L'attacco contro Medusa e il risveglio di Ashura
Quando Medusa, durante la festa per l'anniversario della fondazione della Shibusen, mette in atto il suo piano per liberare il Kishin, riesce, con l'aiuto dell'Indipendent Cube di Free, a sigillare Shinigami nel salone delle feste. Durante l'attacco, Elka e Free riescono a far risvegliare Ashura. Shinigami tenta così di fermarlo ancora una volta, ma il Kishin riesce a contrastarlo e fugge dopo un feroce scontro.

### Il risveglio dell'Aracnophobia e la guerra per il Brew
Con Ashura di nuovo libero, la follia comincia spargersi e Shinigami dichiara lo stato di emergenza, ordinando di contattare tutte le Death Scythes sparse nel mondo in modo che si riuniscano a Death City. La follia fa risvegliare anche una vecchia nemica di Shinigami, 
la strega Aracne, la cui anima era rimasta per 800 anni all'interno di un Golem. Shinigami, per tutta risposta, mobilità tutta la Shibusen per contrastare l'organizzazione di cui Aracne è il capo, l'Aracnophobia. 
Questi cominciano a darsi battaglia per recuperare gli artefatti demoniaci creati da Eibon, vecchio compagno di Shinigami. Tra questi c'è il BREW, potente artefatto situato su un'isola a nord dell'Alaska. L'Aracnophobia e la Shibusen si battono per recuperarlo, ma questo cade nelle mani di Medusa, che ha degli infiltrati nell'organizzazione della sorella. 
Dopo che Medusa lo ha convinto a cedergli l'immunità in cambio del BREW, Shinigami ordina così l'assalto alla base dell'Aracnofobia, il castello di Baba Yaga.

### Aracnophobia vs Shibusen (nell'anime)
Dopo che Medusa rivela la posizione del castello di Baba Yaga, Shinigami mobilita tutte le sue forze per l'attacco. Poiché nel frattempo, Aracne si era alleata con il Kishin, Shinigami esprime un desiderio con il BREW e trasforma Death City in un robot da battaglia gigante, in modo da poterla spostare e affrontare Ashura direttamente. Dopo uno scontro all'ultimo sangue, Ashura, tuttavia, riesce con uno stratagemma a ferirlo gravemente. Dopo la sconfitta del Kishin da parte di Maka, Shinigami continua il suo ruolo di preside nella scuola.

### Battaglia sulla Luna (nel manga)
Dopo che Maka riesce a sconfiggere Aracne, facendo diventare Soul Death Scythe, Shinigami mette Crona, che nel frattempo ha eliminato sua madre Medusa, sulla lista dei ricercati, ordinando al team Spartoi di eliminarlo. Nel frattempo, Tezca Tlipoca informa Shinigami e le altre Death Scythes (meno Justin law, schieratosi dalla parte di Ashura) che il Kishin si nasconde sulla Luna. Temendo che alla battaglia tra la Shibusen e Ashura possa diventare uno scontro a 4 con l'aggiunta di Crona, Noah e Gopher, Shinigami incomincia una trattativa con le Streghe per fermare il potere di Ashura di generare Clown. Quando Death the Kid riesce a connettere l'ultima Linea di Sanzu durante lo scontro con il Kishin, Shinigami si dissolve davanti agli occhi di Excalibur.

## Abilità
Le sue abilità fanno di lui uno dei personaggi più potenti della serie, tant'è che solo Ashura e la regina delle streghe Mabaa sarebbero in grado di competere con lui. Nonostante l'aspetto buffo, Shinigami non ha perso nulla della sua antica potenza.

### Capacità fisiche
Oltre ad essere un grande esperto di combattimenti con la falce, Shinigami è un formidabile combattente corpo a corpo. Di solito utilizza la sua forza per sferrare un forte colpo dato con il taglio della mano, una mossa chiamata Shinigami Chop (死神 チョップ?, Shinigami Choppu), con la quale a volte infligge anche le punizioni a suoi studenti. Può rivelarsi devastante se usato a piena potenza.

### Modalità Eco dell'anima
Come Stein, la lunghezza d'onda della sua anima è così alta che non ha bisogno di un'arma, il che gli permette di disporre di varie mosse anche se disarmato, come creare scudi, per cui forma che ricordano la sua maschera, per difendersi, catene per intrappolare il nemico, o addirittura dei "razzi" per librarsi in volo. In combinazione con Spirit, la sua lunghezza d'onda è amplificate da permettergli di usare due tecniche: 
- Majingari (魔人狩り? "Cacciatore di Demoni"): è una tecnica superiore al Majogari che rende la falce meno larga ma più affilata e con un'aura sempre più bianca. Questo attacco è capace di uccidere perfino un immortale oltre ad essere molto efficace contro le streghe.
- Kishingari (鬼神狩り? "Cacciatore di Kishin")[3]: tecnica apparsa solo nell'anime. La lama della falce si espande in larghezza e assume un'aura multicolore. Sembra essere perfino superiore al Majingari, ma non si conoscono le sue vere potenzialità.

### Linee di Sanzu - Follia dell'Ordine
Come suo figlio Death the Kid, anche Shinigami possiede le Linee di Sanzu (ザ ライン オブ サンズ?, Za Rain Obu Sanzu), ovvero delle spesse linee bianche sui capelli, che Mosquito descrive come una caratteristica fisica degli Shinigami. Ogni volta che una delle linee si completa, conferiscono allo Shinigami un aumento di potenza. In uno Shinigami adulto, le linee di Sanzu si allungano, fino a circondagli completamente i capelli, e gli permettono di utilizzare la follia. Gli Otto Grandi Guerrieri, di cui Shinigami era il leader, infatti rappresentano gli attributi che portano gli uomini alla follia.
Il completamento delle linee di Sanzu permettono allo Shinigami di utilizzare la Follia dell'Ordine (発注発狂?, Hatchū hakkyō), capace di annientare ogni personalità e di rendere le persone che ne vengono a contatto pupazzi senza volontà. Come affermato da Kid e da Ashura, questo potere è l'unica cosa in grado contrastare la Follia della Paura.

## Death Scythes - Falci della morte
Le Falci della morte (デスサイズ?, Desu Saizu, Death Schyte) sono le armi personali del Sommo Shinigami. Hanno frequentato la Shibusen e hanno completato il loro addestramento raccogliendo 99 anime più l'anima di una strega. L'unica falce della morte che è degna di combattere al fianco di Shinigami stesso però è Spirit (l'unico con la forma di una falce). Ad ogni falce della morte è stato assegnato un territorio. Queste sono:
- Spirit Albarn America del Nord
- Justin Law  (passato dalla parte di Ashura) Europa occidentale
- Marie Mjolnir Oceania
- Yumi Azusa Asia orientale
- Djinn Garan Asia occidentale
- Tezca Tlipoca Sudamerica
- Zar Pushka Europa orientale
- Deng Dinka Africa

## Curiosità
- Il numero per contattarlo nella camera della morte attraverso una finestra o uno specchio è 42-42-564, la cui pronuncia, Shi-ni-shi-ni-go-ro-shi, è simile a quella di Shini-Shini-Goroshi (死に死に殺し?), che letteralmente in giapponese significa "morte-morte-omicidio".
- Il simbolo della maschera da teschio stilizzata è un riferimento al personaggio principale Shotaro e alla sua "Kyoukotsu", del manga B. Ichi, il cui autore è proprio Atsushi Ohkubo.